# دانمارک در المپیک تابستانی ۱۹۲۰
دانمارک در بازی‌های المپیک تابستانی ۱۹۲۰ که در شهر آنتورپ برگزار شد، کاروان دانمارک با ۱۵۴ ورزشکار در این رقابت‌ها شرکت کرد و موفق به کسب ۱۳ مدال (۳ طلا، ۹ نقره، ۱ برنز) شد. در جدول رتبه‌بندی توزیع مدال‌ها، دانمارک در ردهٔ ۱۰ مسابقات قرار گرفت.